# ヴェンジャンス・フォールズ
『ヴェンジャンス・フォールズ』（Vengeance Falls）は、ロードランナー・レコードから2013年10月9日に日本で、10月15日にアメリカ合衆国で発売されたトリヴィアムの6枚目のスタジオ・アルバムである。

## 収録曲
1. ブレイヴ・ディス・ストーム - Brave This Storm
2. ヴェンジャンス・フォールズ- Vengeance Falls
3. ストライフ - Strife
4. ノー・ウェイ・トゥ・ヒール - No Way to Heal
5. トゥ・ビリーヴ - To Believe
6. アット・ジ・エンド・オブ・ディス・ウォー - At the End of This War
7. スルー・ブラッド・アンド・ダート・アンド・ボーン  - Through Blood and Dirt and Bone
8. ヴィラニー・スライヴズ - Villainy Thrives
9. インシナレイション：ザ・ブロークン・ワールド  - Incineration: The Broken World
10. ウェイク（ジ・エンド・イズ・ナイ）- Wake (The End Is Nigh)

### デジパック限定盤ボーナス・トラック
1. ノー・ホープ・フォー・ザ・ヒューマン・レース - No Hope For The Human Race
2. アズ・アイ・アム・エクスプローディング - As I Am Exploding
3. スカルズ… ウィ・アー・138 - Skulls... We Are 138

### 日本盤ボーナス・トラック
1. ルージング・マイ・リリジョン - Losing My Religion

- - 14.はR.E.M.のカヴァー曲

## メンバー
- マシュー・キイチ・ヒーフィー(ボーカル)
- コリィ・ビューリュー(ギター)
- パオロ・グレゴリート(ベース)
- ニック・オーガスト(ドラムス)